# Ciro Menotti
Ciro Menotti (Migliarina di Carpi, 23 gennaio 1798 – Modena, 26 maggio 1831) è stato un patriota italiano.
Tra i suoi familiari si annovera il fratello Celeste a sua volta protagonista del Risorgimento, e il figlio Achille, Deputato del Regno di Sardegna

## Esordi
Affiliato alla Carboneria già dal 1817,  fin da giovane aveva forti sentimenti democratici e patriottici, che lo portarono a rifiutare la dominazione austriaca in Italia. Dal 1820 tenne frequenti contatti con i circoli liberali francesi e con gli esuli democratici italiani, come Cristina Trivulzio di Belgiojoso e sua madre Vittoria dei Gherardini, con l'obiettivo di liberare il Ducato di Modena e Reggio  dall'Austria.

## La Modena di Francesco IV
Modena era allora governata dal duca Francesco IV d'Austria-Este, arciduca d'Austria, che reputava il Ducato di Modena e Reggio troppo piccolo per le sue ambizioni: aveva continui rapporti diplomatici con i diversi stati europei e manteneva una corte sfarzosa come fosse un grande sovrano. Da ciò il suo interessamento per i movimenti rivoluzionari che agitavano l'Italia, da un lato temendoli e agendo duramente contro di loro, dall'altro lusingandoli nella speranza di potere sfruttare la loro azione a vantaggio dei propri interessi personali. In quegli anni egli era particolarmente interessato alla questione della successione sabauda: era infatti marito di Maria Beatrice di Savoia, figlia primogenita di Vittorio Emanuele I, re di Sardegna. A Vittorio Emanuele I successe, tuttavia, il fratello Carlo Felice e venne nominato erede Carlo Alberto, del ramo cadetto dei Savoia-Carignano.

## I contatti con Francesco IV
Avvicinato da Menotti, inizialmente Francesco IV non reagì al progetto rivoluzionario. Forse, infatti, c'erano accordi precisi fra i due, tramite anche un altro liberale, l'avvocato Enrico Misley, frequentatore abituale della corte ducale. Non si capisce altrimenti perché Francesco IV, che conosceva a fondo Menotti, non lo avesse fatto subito arrestare come aveva fatto nel 1820 con quarantasette carbonari, o presunti tali, processati e condannati, come il sacerdote Giuseppe Andreoli, condannato a morte.

## La sollevazione del 1831

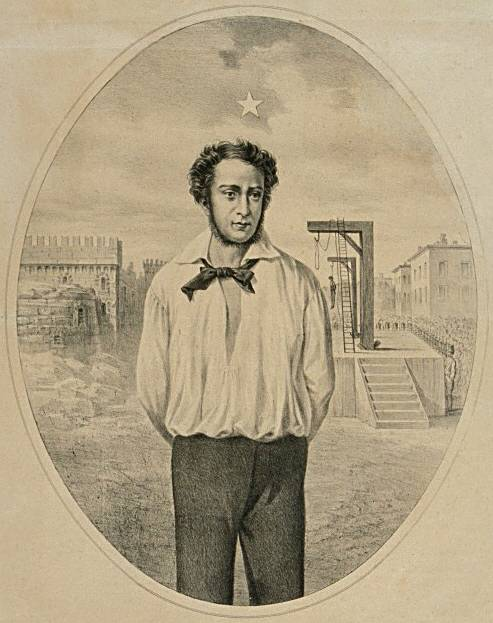
Geminiano Vincenzi, Ciro Menotti al supplizio, litografia, raccolte del Museo del Risorgimento di Modena

Nel gennaio del 1831 Ciro Menotti organizzò nei minimi dettagli la sollevazione, cercando il sostegno popolare e l'approvazione dei neonati circoli liberali che stavano proliferando in tutta la Penisola. Il 3 febbraio 1831, dopo aver raccolto le armi, Menotti radunò cinquantasette congiurati nella propria abitazione, poco distante dal Palazzo Ducale, per organizzare la rivolta. Francesco IV, tuttavia, con un brusco voltafaccia impostogli dal governo austriaco, decise di ritirare il suo appoggio alla causa menottiana ed anzi chiese l'intervento restauratore della Santa Alleanza. Gli storici si sono sempre chiesti il motivo di questo doppio gioco del duca: certi pensano che il rampollo della famiglia Austria-Este avesse capito che il progetto di un Regno dell'Alta Italia fosse solo un'utopia, alcuni invece sostengono che Francesco fosse geloso del carisma di Menotti, altri ancora credono che il duca abbia avuto paura di perdere, dopo la rivoluzione, molti dei suoi poteri.
Il duca fece circondare dalle sue guardie la casa; seguirono alcuni spari e i congiurati cercarono di fuggire. Alcuni ci riuscirono, altri no e fra questi Ciro Menotti, che, saltato da una finestra nel giardino retrostante la casa, rimase ferito e fu catturato. Intanto però i disordini erano cominciati, soprattutto nella vicina Bologna. Il duca scrisse subito un ordine al governatore di Reggio: «Questa notte è scoppiata contro di me una terribile congiura. Mandatemi il boia", ma poi pensò bene di riparare a Mantova, allora parte dei domini austriaci in Italia, portando però con sé Menotti. Il 6 febbraio molti dei congiurati, fra i quali Buffagni, Giberti di Sassuolo, Golfieri, Ruini ed altri furono liberati dalle carceri dov'erano stati rinchiusi. Alcuni dicono anche che Francesco IV abbia dato a Menotti più volte l'assicurazione che gli avrebbe salvata la vita, ma questo non è provato. Fallita la rivolta, il duca, rassicurato, il 9 marzo rientrò a Modena, sempre portandosi dietro il Menotti prigioniero.
Due mesi dopo fece celebrare il processo, che si concluse con la condanna a morte mediante impiccagione. Altri cospiratori (Luigi Adami, Giuseppe Brevini e Antonio Giacomozzi) furono dapprima condannati a morte, pena successivamente commutata in dodici anni di carcere da Francesco IV.
 Il 28 febbraio 1831 un tentativo di far evadere Menotti fallì. Nonostante le numerose suppliche che gli pervennero da più parti perché concedesse una commutazione della pena, il duca fu irremovibile e la sentenza venne eseguita nella Cittadella, assieme a quella del notaio Vincenzo Borelli, reo di aver redatto l'atto di decadenza di Francesco IV dopo la sua fuga dal ducato e per questo condannato a morte. Menotti passò la notte prima dell'esecuzione con un sacerdote, al quale consegnò una nobilissima lettera per la moglie, lettera che le guardie confiscarono e che fu consegnata alla vedova solo nel 1848, due anni dopo la morte del Duca e alla cacciata degli Austria-Este. La sentenza di morte venne pubblicata solo dopo l'esecuzione, allo scopo di evitare possibili disordini e rivolte.

## La figura di Menotti

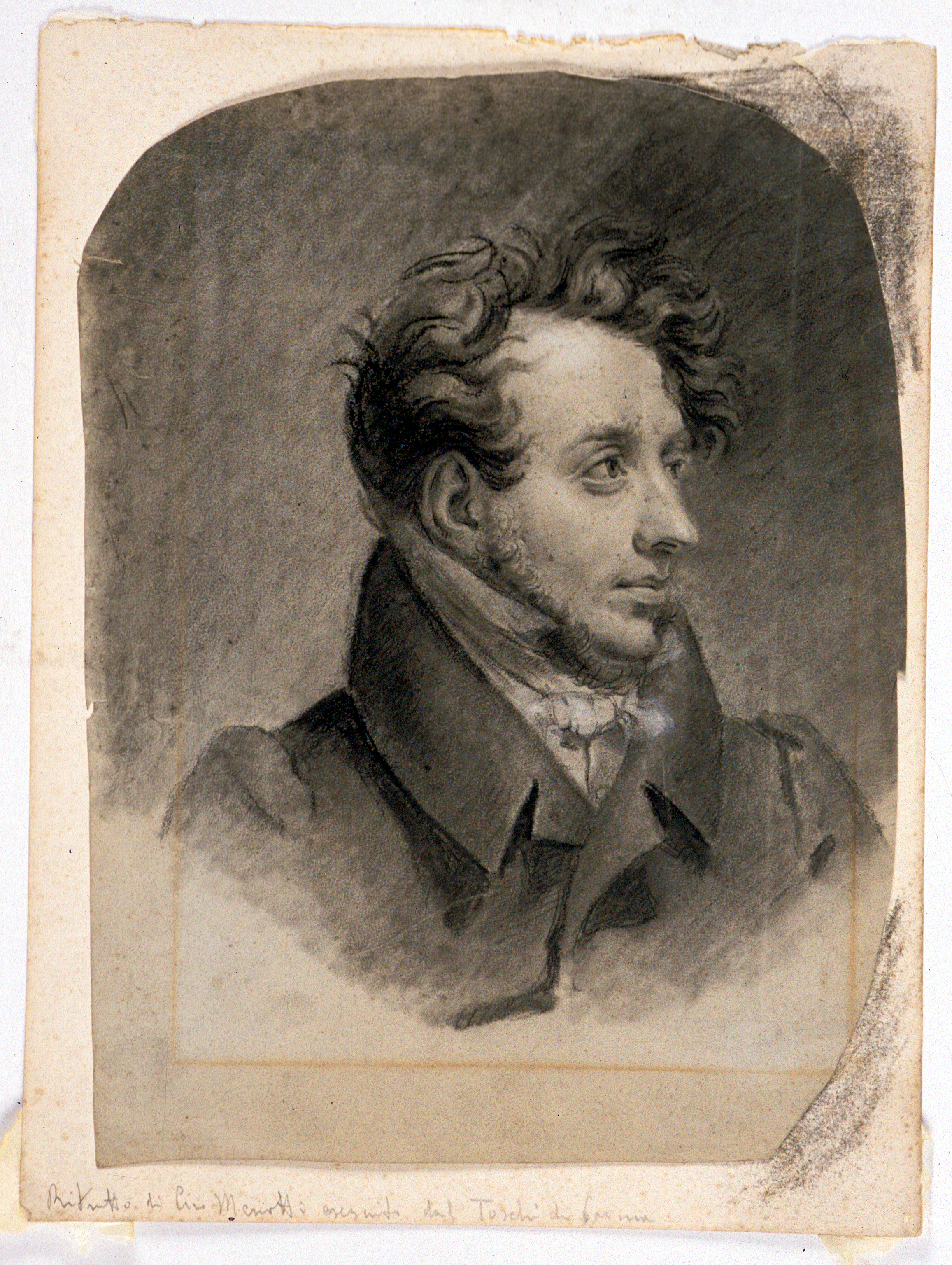
Paolo Toschi, Ritratto di Ciro Menotti, carboncino e matita bianca su carta, 1825-1849, Raccolte del Museo del Risorgimento di Modena

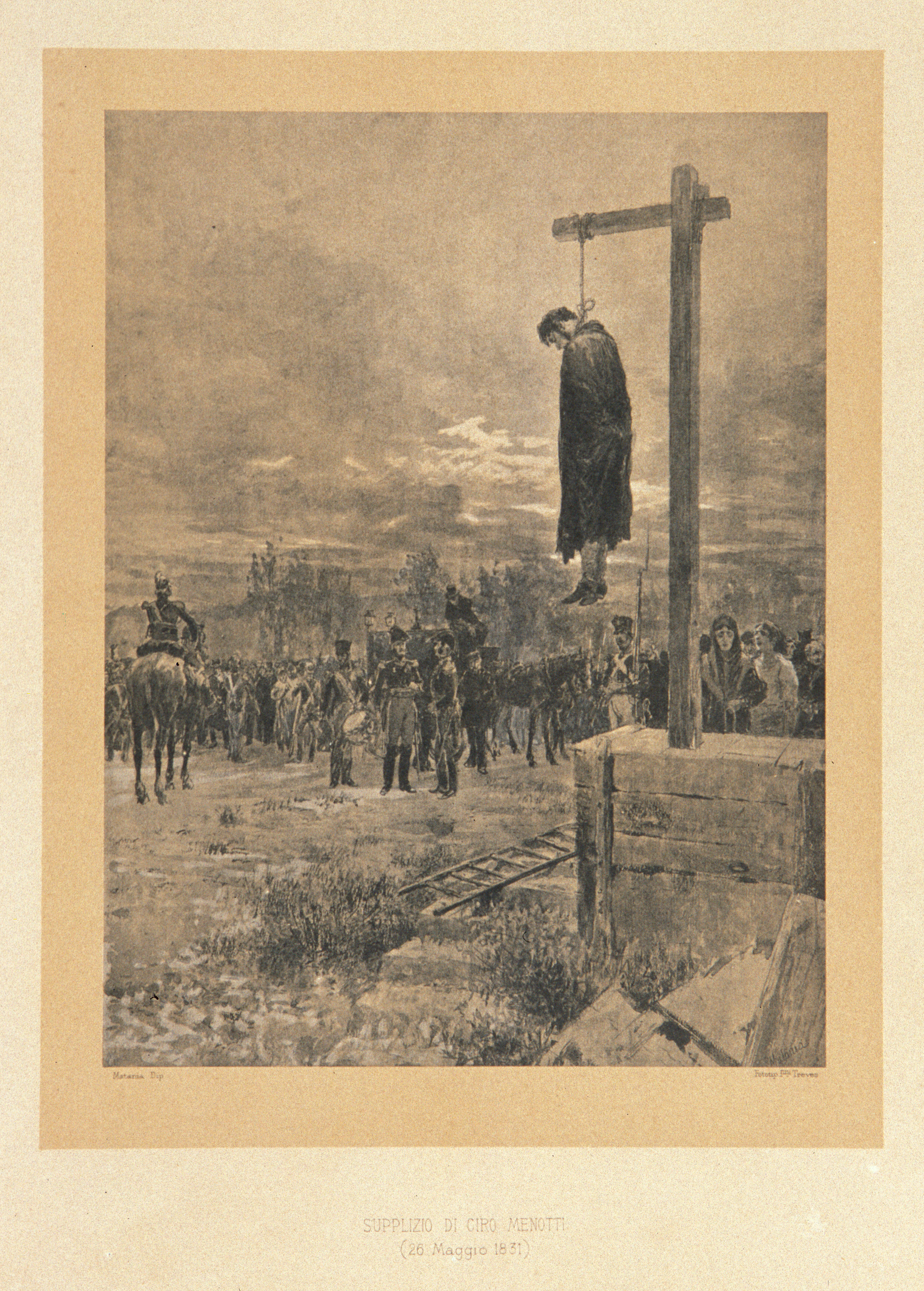
Edoardo Matania, Impiccagione di Ciro Menotti, 1875-1899, Raccolte del Museo del Risorgimento di Modena

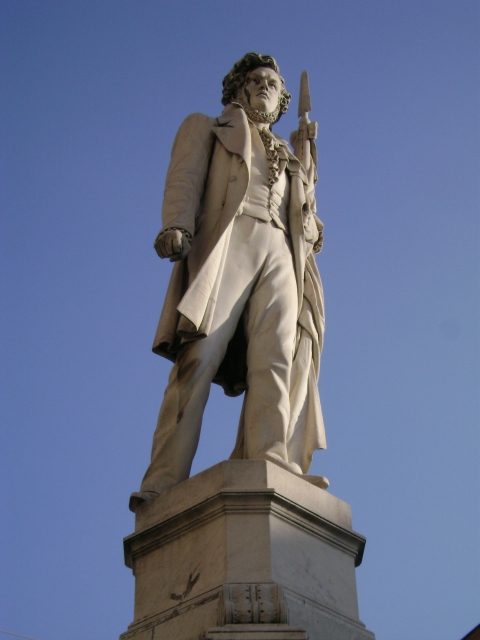
Il monumento a Ciro Menotti, Modena, opera di Cesare Sighinolfi

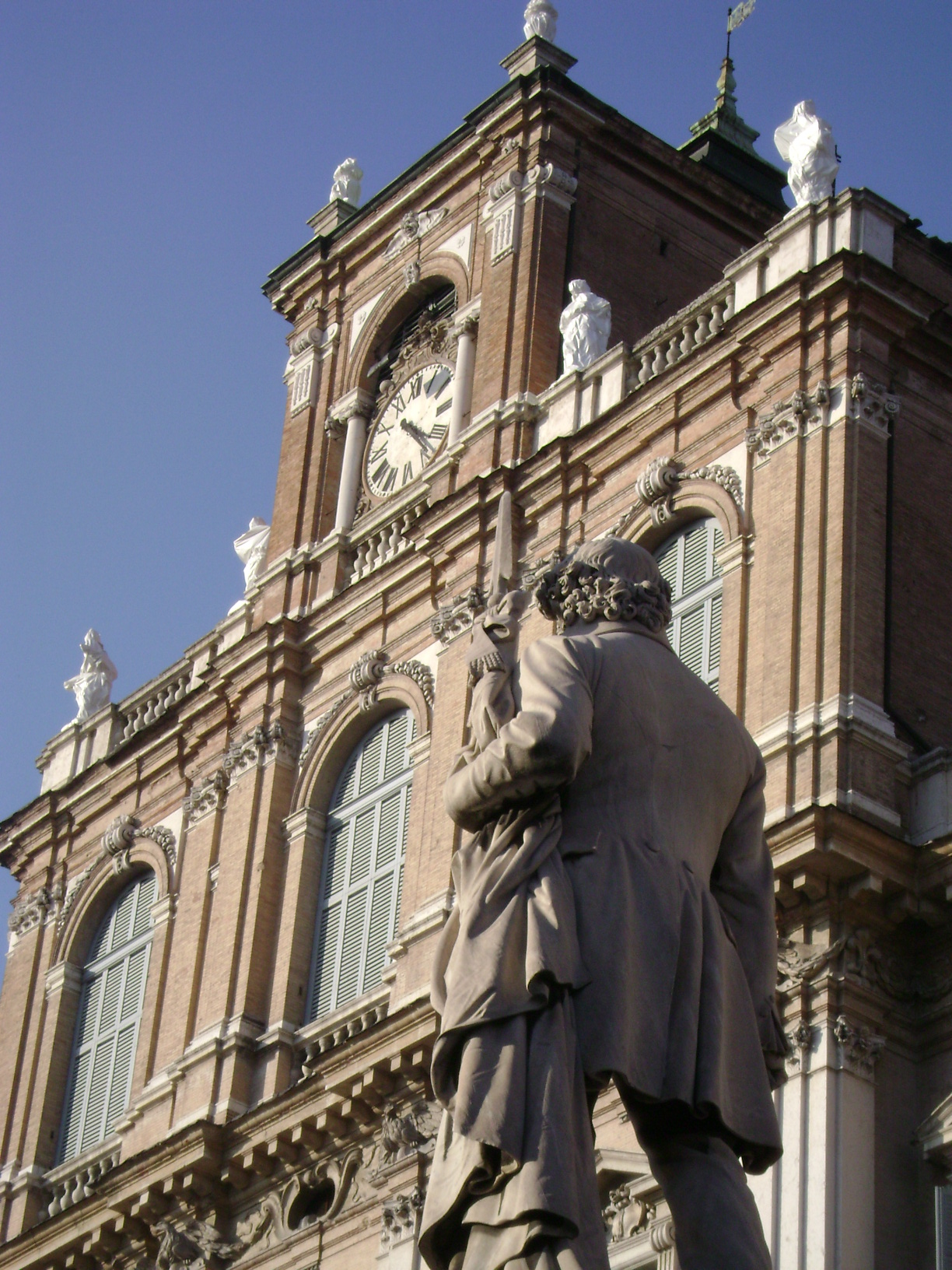
Lo sguardo di Menotti è rivolto verso Palazzo Ducale

Ciro Menotti, figura di rivoluzionario impavido e di eroe romantico, sarebbe diventato nella coscienza degli italiani dell'Ottocento un grande patriota: fu infatti considerato un precursore non solo dei moti del 1831, ma anche dell'intero Risorgimento, tanto che Giuseppe Garibaldi volle usare il suo cognome come nome per il proprio figlio primogenito. In questo senso, fin dalle prime classi delle scuole si parlava del suo sacrificio e si leggeva la sua lettera alla moglie piena di buoni sentimenti e amor patrio.
Per anni il Comune di Modena non ha curato la buona conservazione del posto dove fu innalzata la forca cui Menotti fu impiccato. Recintato da una semplice cancellata, il luogo è nella Cittadella (oggi zona residenziale di Modena, al tempo fortezza militare all'interno delle mura della città), della quale rimangono soltanto alcuni resti a seguito del bombardamento dell'ultima guerra con il quale la vecchia fortezza fu distrutta. La lapide posta sulla sua casa, oggi al numero civico 90 di corso Canal Grande, in ricordo di lui e di tutti i suoi compagni patrioti catturati, è stata restaurata nel 2007, come anche il palazzo stesso.  Il Comune di Modena ha ristrutturato anche il luogo dove Menotti e Borelli vennero giustiziati tramite impiccagione. Infatti il 20 ottobre 2007, alla presenza del sindaco di Modena e di due pronipoti di Ciro Menotti, si è inaugurato il nuovo monumento. L'opera, in pietra nuda, riprende alcuni scalini del patibolo e, tutto intorno, faretti con luci bianco, rosso e verde illuminano la scena. La sua persona nel passato è stata immortalata da numerosi libri, canzoni e opere teatrali ispirati alle sue gesta.
Un monumento a Menotti venne commissionato da un comitato di cittadini allo scopo di ricordare gli avvenimenti della notte del 3 febbraio 1831. Fu realizzato dallo scultore modenese Cesare Sighinolfi ed eretto nel 1879 proprio di fronte all'ingresso del Palazzo Ducale, con lo sguardo rivolto verso la stanza dove venne firmata la sua condanna a morte (altri documenti testimoniano invece sia stata firmata il 21 maggio al castello del Catajo presso Padova, luogo di villeggiatura della famiglia arciducale), che era, al tempo dei duchi, il centro del potere. Recentemente si è tenuto a Modena un convegno di storici sulla congiura del 1831 nell'intento di chiarire soprattutto il comportamento di Francesco IV e il Comune ha dedicato a Ciro Menotti una piccola mostra di documenti, fra i quali la famosa "lettera alla moglie".
I resti di Ciro Menotti riposano nella cappella mortuaria della famiglia all'interno della chiesa di San Giovanni di Fiorano Modenese, a Spezzano.

## I cinquantasette congiurati
I cinquantasette congiurati venivano da diverse estrazioni della società dell'epoca: l'impresa di Ciro Menotti unì nobili, proprietari terrieri, borghesi, studenti e gente del popolo. I loro nomi e le loro qualifiche, ove esse ci sono arrivate, meritano di essere ricordati in questa sede:
Angelo Usiglio e Giambattista Ruffini, medici; Luigi Adani e Giuseppe Brevini, fabbri; Silvestro Castiglioni e Giuseppe Vecchi, ex-ufficiali del Regno Italico; Luigi Bassoli, Gaetano Bennati, Federico Bonetti, Carlo Brevini, Andrea Cappi, Francesco Casali, Gaetano Fanti e Sigismondo Giberti di Sassuolo, possidenti; Filippo Cavani, Federico della Casa, Nicola Manzini e Giovanni Ruini, studenti; Luigi Fabrizi, Carlo Fabrizi, Pasquale Ferrari, Francesco Fongarezzi, Gaetano Golfieri, Bernardo Giugni e Francesco Malagoli, Giorgio Rea, artigiani; Giuseppe Manfredini, Domenico Martinelli, Pellegrino Mattioli, Luigi Palla, Ignazio Righi, Andrea Saetti, Giuseppe Storchi detto Parisone, Felice Vecchi, Carlo Vitali, Giuseppe Zoboli, Lorenzo Zoboli, artigiani, Manfredo Fanti e Paolo Martinelli, ingegneri; Giuseppe Franchim, Angelo Gibertoni detto Caleffi, domestico di Menotti, Luigi Toschi, Giacomo Franchini, Lorenzo Ferrari, Francesco Melli, Costante Buffagni, Pietro Casali, Pietro Cavani, Giuseppe Castelli, Celeste Revelli, Michele Carami, Felice Leonelli, Angelo Mani, Giuseppe Savini, Raimondo Vandelli, Giuseppe Veroni, Sante Volpi e Antonio Giacomozzi.